# Michel Devèze
Michel Aimé Gustave Jean Devèze (Brussel, 13 december 1905 - 2 maart 1977) was een Belgisch volksvertegenwoordiger.

## Levensloop
Michel Devèze, zoon van Albert Devèze, was advocaat.
Van 1936 tot 1946 was hij liberaal volksvertegenwoordiger voor het arrondissement Thuin. Zijn politieke loopbaan speelde zich onvermijdelijk af in de schaduw van die van zijn meer bekende vader.